# NGC 2957B
NGC 2957B (другие обозначения — MCG 12-10-2, ZWG 332.64, ZWG 333.2, PGC 28119) — эллиптическая галактика (E) на расстоянии около 95 Мпк в созвездии Дракона. Открыта Джоном Гершелем в 1831 году. Составляет пару с NGC 2957A и является более яркой галактикой в паре, несмотря на название, поскольку вторая галактика входит в каталог Маркаряна и получила больше внимания при изучении. Эти галактики составляют небольшую группу вместе с NGC 2963.
Этот объект входит в число перечисленных в оригинальной редакции «Нового общего каталога».
Радиальная скорость 6626 ± 25 км/с.
Галактика находится к северо-западу от своего компаньона NGC 2957A на угловом расстоянии 13” (около 6 кпк в проекции на картинную плоскость). При наблюдениях в оптике в красном континууме и в линии нейтрального водорода Бальмер-альфа галактика почти круговой формы, максимум интенсивности слегка смещён от центра в сторону галактики-компаньона. Эмиссионных линий в красной области нет, есть указание на эмиссионную линию C II. В одной из работ было опубликовано ошибочное сообщение о том, что спектр ядра NGC 2957B подобен области H II, однако более поздние работы опровергают это.
Вся группа галактик (пара NGC 2957A+B и соседняя NGC 2963) наблюдается на фоне значительно более удалённой (~240 Мпк) гигантской радиогалактики 4C 73.08.